# 希泽拉乌帕齐拉
希泽拉乌帕齐拉（英語：Hizla Upazila）是孟加拉国巴里萨尔专区巴里萨尔县的一个乌帕齐拉。
根据1991年孟加拉国人口普查，希泽拉乌帕齐拉拥有人口166,265人，男性52.76%，女性47.24%。超过18岁以上人口为75,315。当地识字率为27.7%。